# Carl Schuchhardt

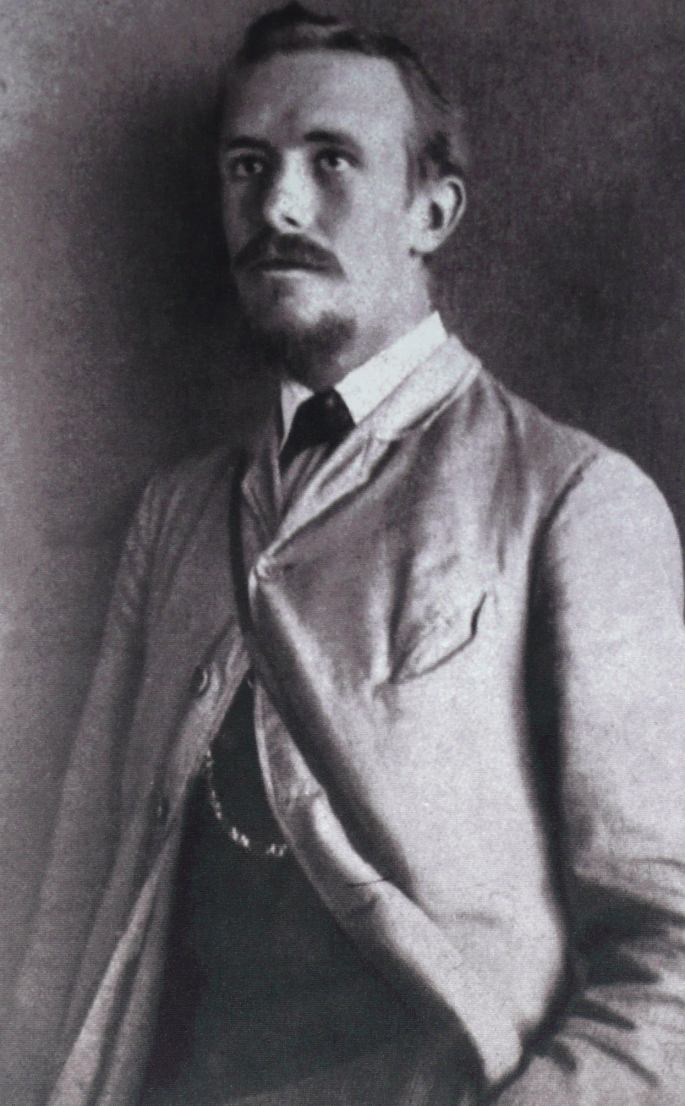
Carl Schuchhardt

Carl Schuchhardt (Hannover, 6 augustus 1859 - Arolsen, 7 december 1943) was een Duitse prehistoricus en museumdirecteur.
Schuchhardt studeerde filologie, moderne talen en archeologie in Leipzig, Göttingen en Heidelberg. Na zijn promotie in 1882 werd hij leraar. Op voordracht van Theodor Mommsen kreeg hij een beurs van het Duitse archeologische instituut waarmee hij in 1886/87 in Griekenland en Klein-Azië bezocht en deelnam aan de opgravingen in Pergamon. In 1888 werd Schuchhardt directeur van het Kestner-Museum in Hannover. Vanuit deze positie was hij betrokken bij archeologisch onderzoek, met name naar burchten. 
In 1908 werd Schuchhardt directeur van de afdeling prehistorie van het Volkenkunde Museum in Berlijn. Hij bleef hier tot zijn pensioen in 1925. Ook in deze positie gaf hij leiding aan systematische opgravingen, waarvan die bij Potsdam vooral bekend zijn.
In 1909 was Schuchhardt oprichter van het Prähistorische Zeitschrift. 
Schuchhardt was lid van de Pruisische Academie van Wetenschappen en het Deutsches Archäologisches Institut Athen. 
Ook zijn zoon Walter-Herwig werd archeoloog.